# 奈良岡正夫
奈良岡 正夫（ならおか まさお、本名：奈良岡政雄、1903年（明治36年）6月15日 - 2004年（平成16年）5月5日）は、日本の洋画家。女優・奈良岡朋子（東京都文京区出身）の父である。
青森県中津軽郡豊田村（現弘前市）出身。社団法人日展参与、社団法人示現会会長を務めた。
初入選が40歳前と遅咲きの作家。戦時中は従軍して戦争記録画を制作したが、戦前の作品は、ほとんどが所在不明となっている。戦後は、放牧されている牛や山羊、青森のねぶた、奥入瀬などを題材に描いた。感銘、影響を受けた本として、倉田百三の『出家とその弟子』を挙げている。

## 略歴
1903年（明治36年） 青森県弘前市生まれ。一度画家を志して上京するが家族に連れ戻され、1925年（大正14年）再び上京する。本郷絵画研究所に入るが即日退学し、それ以降は独学で絵画を学ぶ。1940年第36回太平洋画会展に「豊秋」で入選して以降、数多くの団体展で入選を重ねる。1941年（昭和16年） 白日会展入選。1943年（昭和18年） 仁科展、独立展などに入選。1944年（昭和19年） 文展に入選。1946年（昭和21年） 第1回日展に初入選。1947年（昭和22年）「示現会」の創立会員。1979年（昭和54年） 日展参与。1997年（平成9年）中村彝賞受賞。